# Oberglatt ZH
| ZH ist das Kürzel für den Kanton Zürich in der Schweiz. Es wird verwendet, um Verwechslungen mit anderen Einträgen des Namens Oberglatt zu vermeiden. |

Oberglatt ist eine politische Gemeinde im Bezirk Dielsdorf des Kantons Zürich in der Schweiz.

## Wappen
Blasonierung:
In Silber über einem liegenden, gebildeten roten Halbmond drei rote Sterne (2,1)
Das Wappen geht zurück auf Johannes Krauer (um 1860); das Element  Halbmond lehnt sich an das historische Wappen der Obervogtei Neuamt, zu der Oberglatt seit 1442 gehörte, an. Die offizielle Einführung als Gemeindewappen datiert auf 1928.

## Geographie
Die Gemeinde Oberglatt umfasst den beidseits der Glatt gelegenen gleichnamigen Ort, den Ortsteil Hofstetten, eine ehemalige Zivilgemeinde, sowie das auf dem rechten Ufer der Glatt liegende Gebiet Grafschaft. Von der Gemeindefläche sind 48,1 % landwirtschaftliche Nutzflächen, 11,3 % sind Wald, 14,0 % sind Siedlungsfläche, und 18,8 % dienen dem Verkehr. 1,8 % sind Gewässer und 6,1 % unproduktive Fläche (Stand 2018).
Die Gemeinde Oberglatt grenzt im Norden an Höri, im Nordosten an Bachenbülach, im Osten an Winkel, im Süden an Rümlang, im Südwesten an Niederglatt und im Nordwesten an Niederhasli.

Luftbild (1959) von Werner Friedli

## Bevölkerung
| Jahr | Einwohner |
| ---- | --------- |
| 1634 | 274       |
| 1850 | 750       |
| 1900 | 676       |
| 1950 | 1232      |
| 1960 | 1730      |
| 1970 | 2770      |
| 1980 | 3988      |
| 1990 | 4177      |
| 2000 | 5037      |
| 2005 | 5313      |
| 2010 | 5862      |
| 2015 | 6789      |
| 2020 | 7361      |
| 2022 | 7508      |
| 2024 | 7750      |

Das starke Wachstum wurde durch die Nähe zur Stadt Zürich und den Bau des Flughafens Zürich-Kloten sowie den Bau der Eisenbahn Zürich–Bülach ausgelöst.

## Politik
Seit 2018 ist Roger Rauper (parteilos) Gemeindepräsident (Stand Dezember 2023).
Bei der Nationalratswahl 2019 erreichten die Parteien folgende Wähleranteile: SVP 41,38 %, SP 15,16 %, FDP 10,87 %, glp 9,99 %, Grüne 7,01 %, EDU 4,98 %, EVP 4,05 %, CVP 3,29 %, BDP 1,54 % und andere (8) 1,73 %.
Die Wähleranteile bei der Nationalratswahl 2023: SVP 42,78 % (+1,40 %), SP 13,85 % (−1,30 %), FDP 8,39 % (−2,48 %), glp 7,34 % (−2,65 %), Die Mitte 7,24 % (+2,41 %), Grüne 6,74 % (−0,27 %), EDU 5,19 % (+0,21 %), EVP 3,86 % (−0,19 %), Aufrecht Zürich 1,62 %, Mass-Voll! 1,08 %, andere (10) 1,91 %.

## Geschichte
Die früheste noch erhaltene urkundliche Nennung des Ortsnamens Oberglatt datiert auf das Jahr 1153.
Oberglatt erlebte 1670 ein schweres Brandunglück, das zwölf Häuser zerstörte. 1825 wurden fünfzehn Häuser eingeäschert.
In den letzten Jahrzehnten entfaltete sich in der Gemeinde eine rege Bautätigkeit. Unter anderem entstand ein eigentliches Bahnhofsquartier.

## Wirtschaft

### Arbeit und Unternehmen
Der Ort ist längst kein vorwiegendes Bauerndorf mehr, denn zahlreiche Gemeindebewohner üben ihre berufliche Tätigkeit auswärts aus. Überdies sind in der Gemeinde eine stattliche Anzahl Gewerbe- und Dienstleistungsbetriebe ansässig.

### Infrastruktur
1905 wurde mit dem Aufbau einer öffentlichen Wasserversorgung begonnen, bis anhin gab es dafür etwa 17 Ziehbrunnen. 1972 wurde der Zweckverband Abwasserreinigung Fischbach-Glatt gegründet, welcher in Niederglatt eine Kläranlage für die angeschlossenen Gemeinden betreibt. Ab 2020 begann Oberglatt Trinkwasser in grossen Mengen zuzukaufen, da das eigene Wasser mit Rückständen des Pflanzenschutzmittels Chlorothalonil belastet war. Im Hitzesommer 2022 empfahl die Gemeinde Oberglatt auf einen bewussten Umgang beim Wasserverbrauch zu achten.

### Verkehr
Oberglatt ist seit dem 1. Mai 1865 durch die Eisenbahn erschlossen. Es erhielt im Jahre 1877 den Anschluss an die Eisenbahnlinie Zürich–Bülach. Der Bahnhof ist Ausgangspunkt der Wehntalbahn nach Dielsdorf–Niederweningen, die von der Stammstrecke Oerlikon–Bülach der ehemaligen Bülach-Regensberg-Bahn (BR) abzweigt. Die Bahnstrecken gehören seit 1902 den Schweizerischen Bundesbahnen (SBB), der Bahnhof wird seit Mai 1990 von Zügen der S-Bahn Zürich bedient. Bis 2015 verkehrte die halbstündliche S 5  Rafz – Bülach –/ Niederweningen – Oberglatt – Zürich HB – Uster – Pfäffikon SZ im Zürcher Unterland mit zwei Endpunkten, die ab Oberglatt alternierend bedient wurden. Die vom 10. Dezember 2006 bis 13. Dezember 2015 verkehrende S55 Niederweningen – Oberglatt stellte jeweils tagsüber eine zweite Verbindung pro Stunde aus dem Wehntal und Dielsdorf an die S 5  in Oberglatt her. Seit der Inbetriebnahme der Durchmesserlinie am 13. Dezember 2015 verkehrt neu halbstündlich die S 15  Rapperswil – Uster – Zürich HB – Oberglatt – Niederweningen. Die S 9 Schaffhausen – Jestetten – Rafz – Zürich HB – Stettbach – Uster  verkehrt ebenfalls halbstündlich und stellt damit einen Viertelstundentakt zwischen Zürich HB und Oberglatt her.
Seit dem Fahrplanwechsel vom Dezember 2021 hält die S 3 (Bülach –) Hardbrücke – Zürich HB – Effretikon – Wetzikon während der Hauptverkehrszeit auch in Oberglatt. Zudem verkehrt im ZVV-Nachtnetz am Wochenende die SN9 Bülach – Zürich HB – Stettbach – Uster .
Vom Bahnhof Oberglatt aus bedient die von Postauto betriebene ZVV-Buslinie 510 (Zürich Flughafen–Stadel bei Niederglatt) auf Gemeindegebiet die Haltestellen Rietli, Zentrum und Mösli Hofstetten. Zur Hauptverkehrszeit bedient ein Ableger der Linie 510 die Haltestellen Bahnhof und Mösli auf der Strecke Oberglatt – Steinmaur, mit der Linie 504 (Bülach – Bachenbülach – Oberglatt Bahnhof) wird das Quartier östlich der Glatt erschlossen. Oberglatt und Bülach werden mit der Postautolinie 525 erschlossen, die auch Niederglatt bedient. Seit 2019 fährt die Linie 535 (Oberglatt – Dielsdorf – Stadel – Bülach) auch über Oberglatt.
Die Stimmberechtigten von Oberglatt haben sich an der Gemeindeversammlung vom 10. September 2020 für eine flächendeckende Einführung von Tempo-30-Zonen auf sämtlichen Quartierstrassen entschlossen.

## Bilder

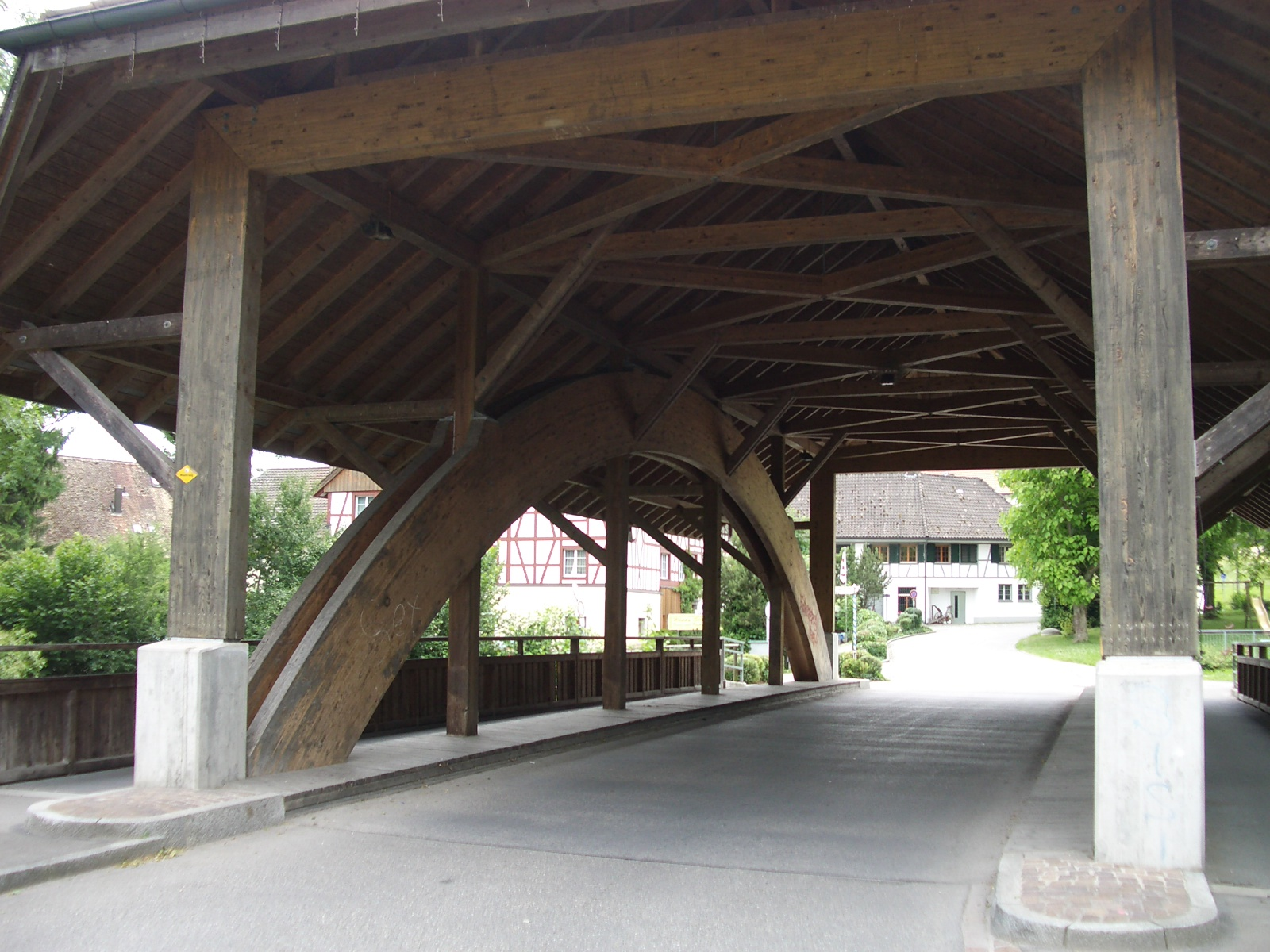
Gedeckte Glattbrücke
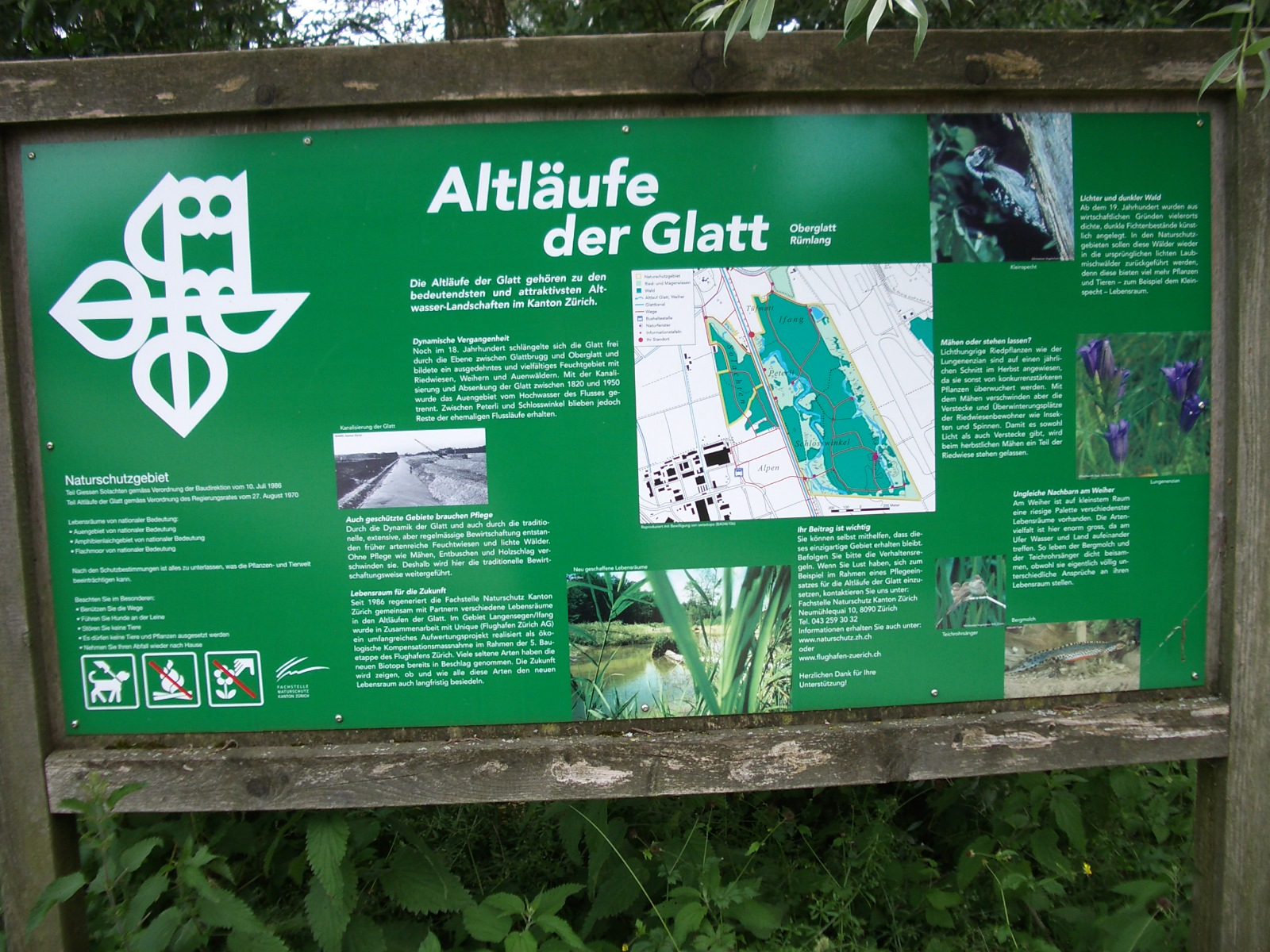
Naturschutzgebiet Altläufe der Glatt
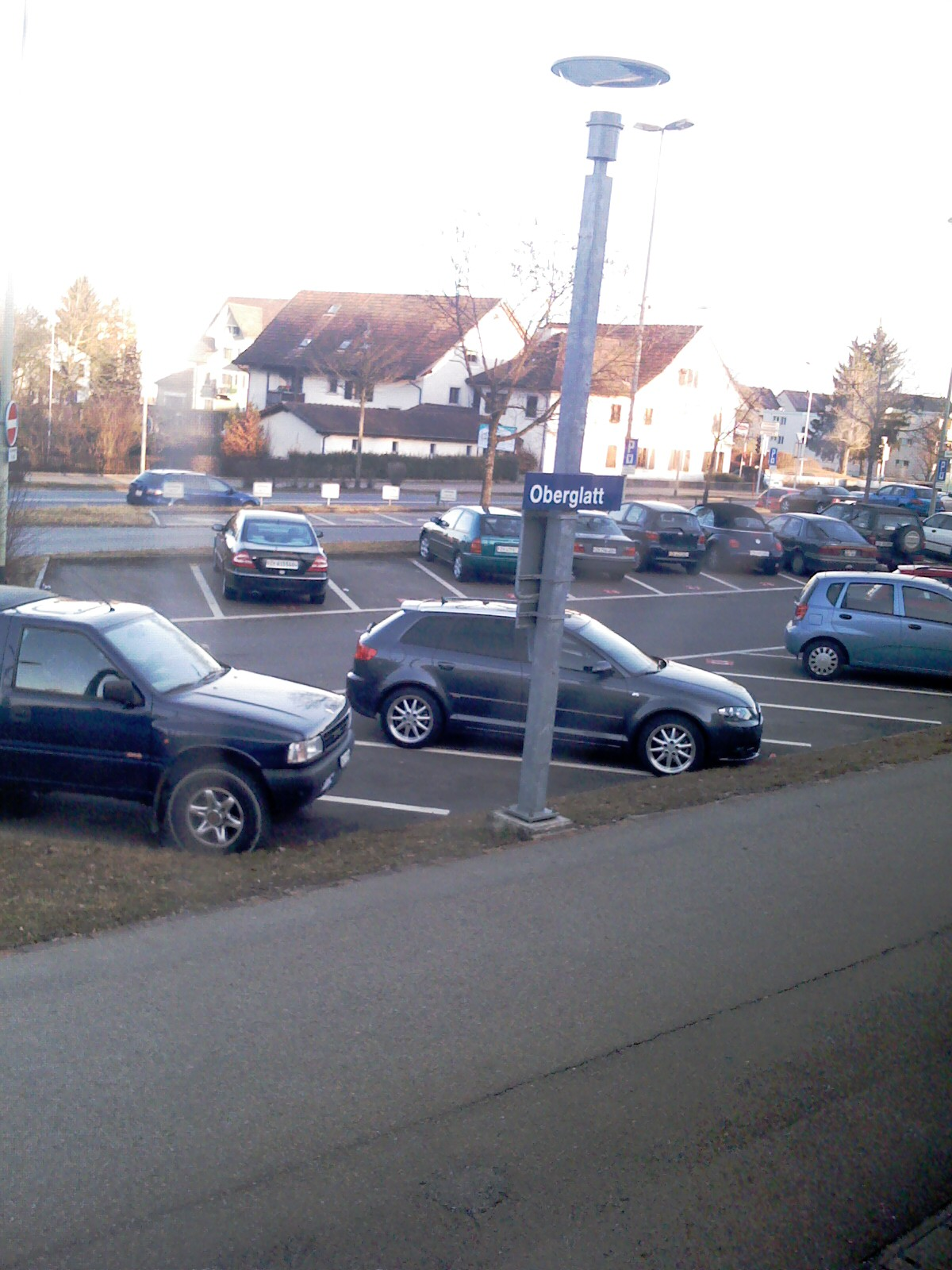
Oberglatt, Schnappschuss aus dem Zug
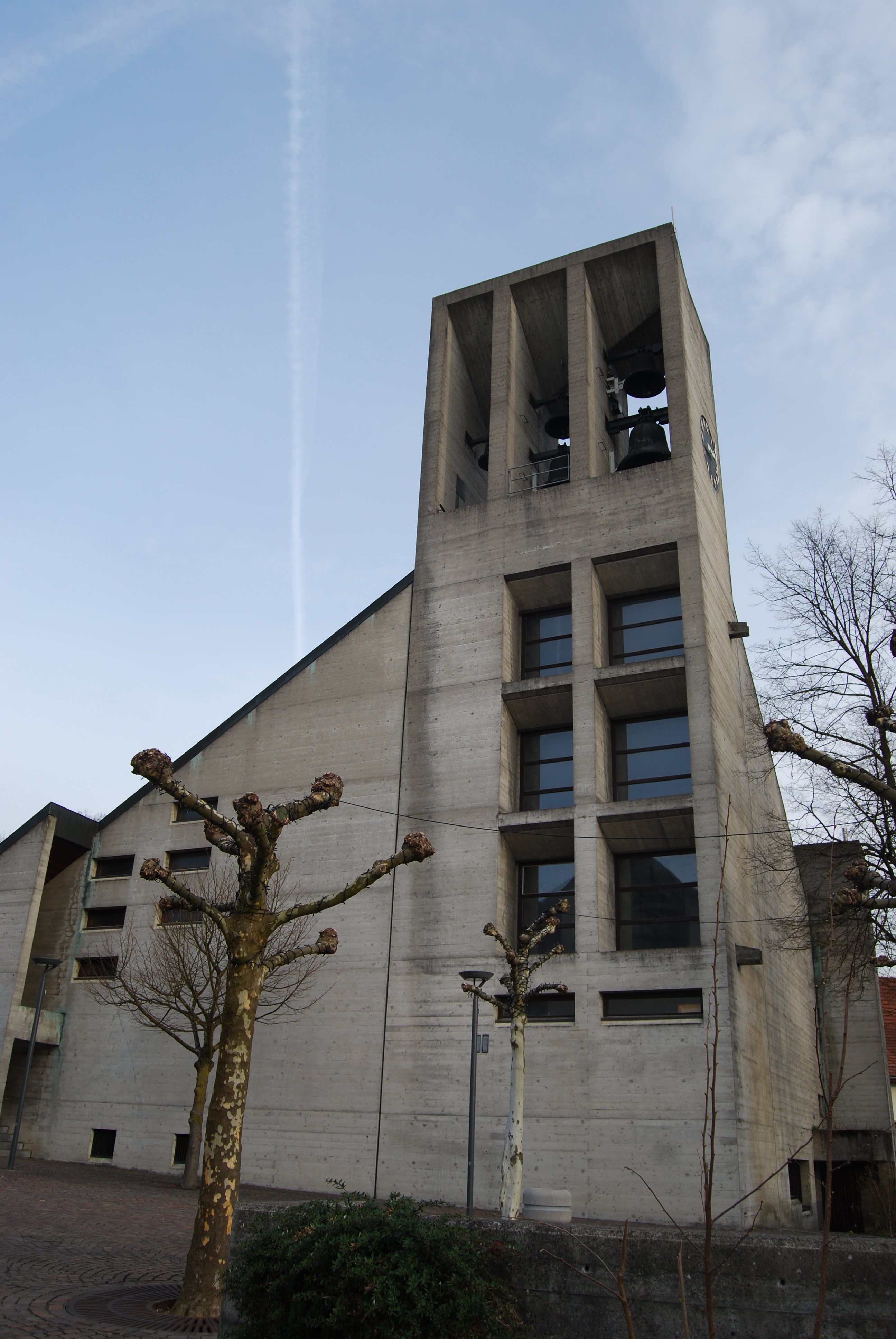
Evangelisch-reformierte Kirche Oberglatt
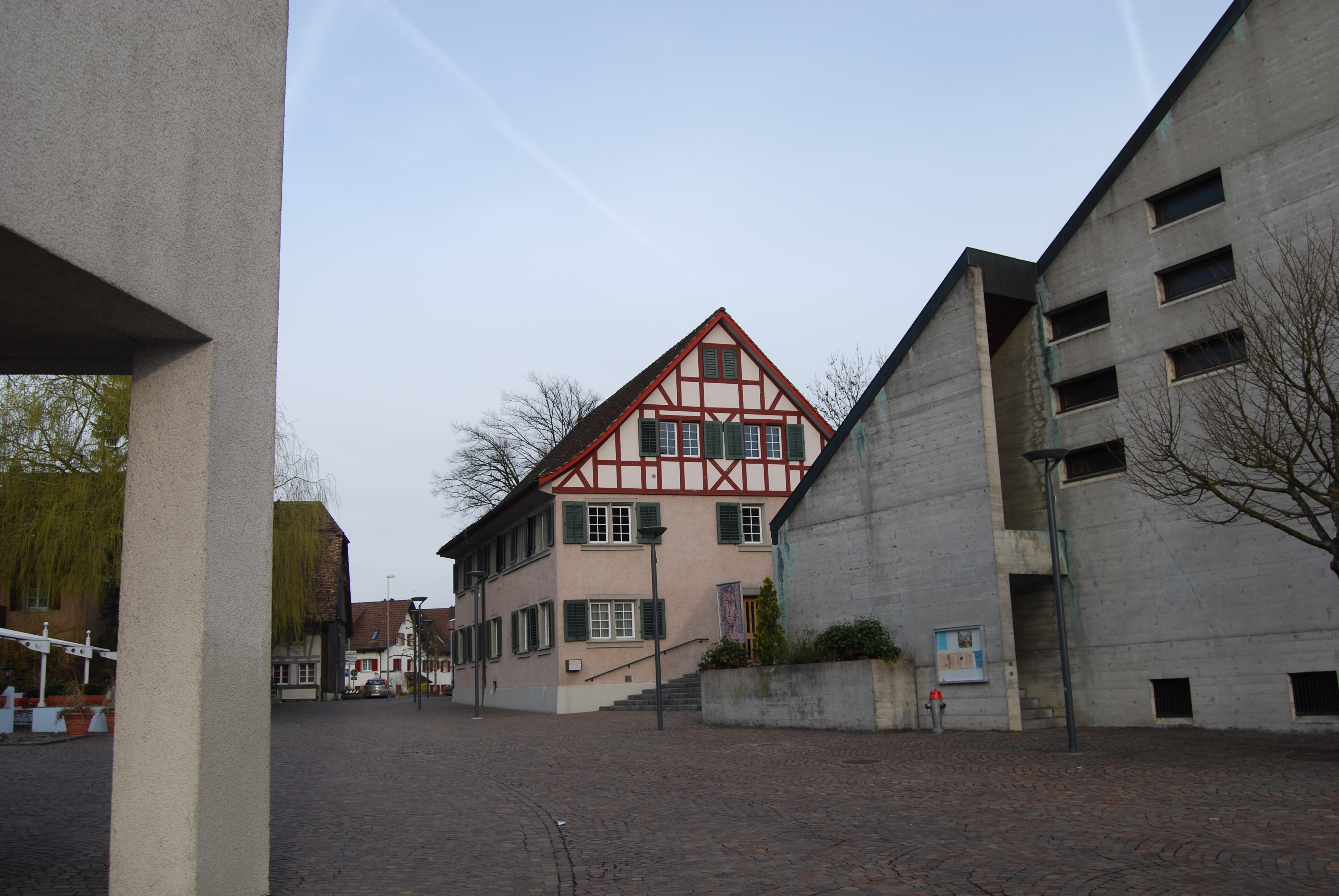
Dorfzentrum von Oberglatt
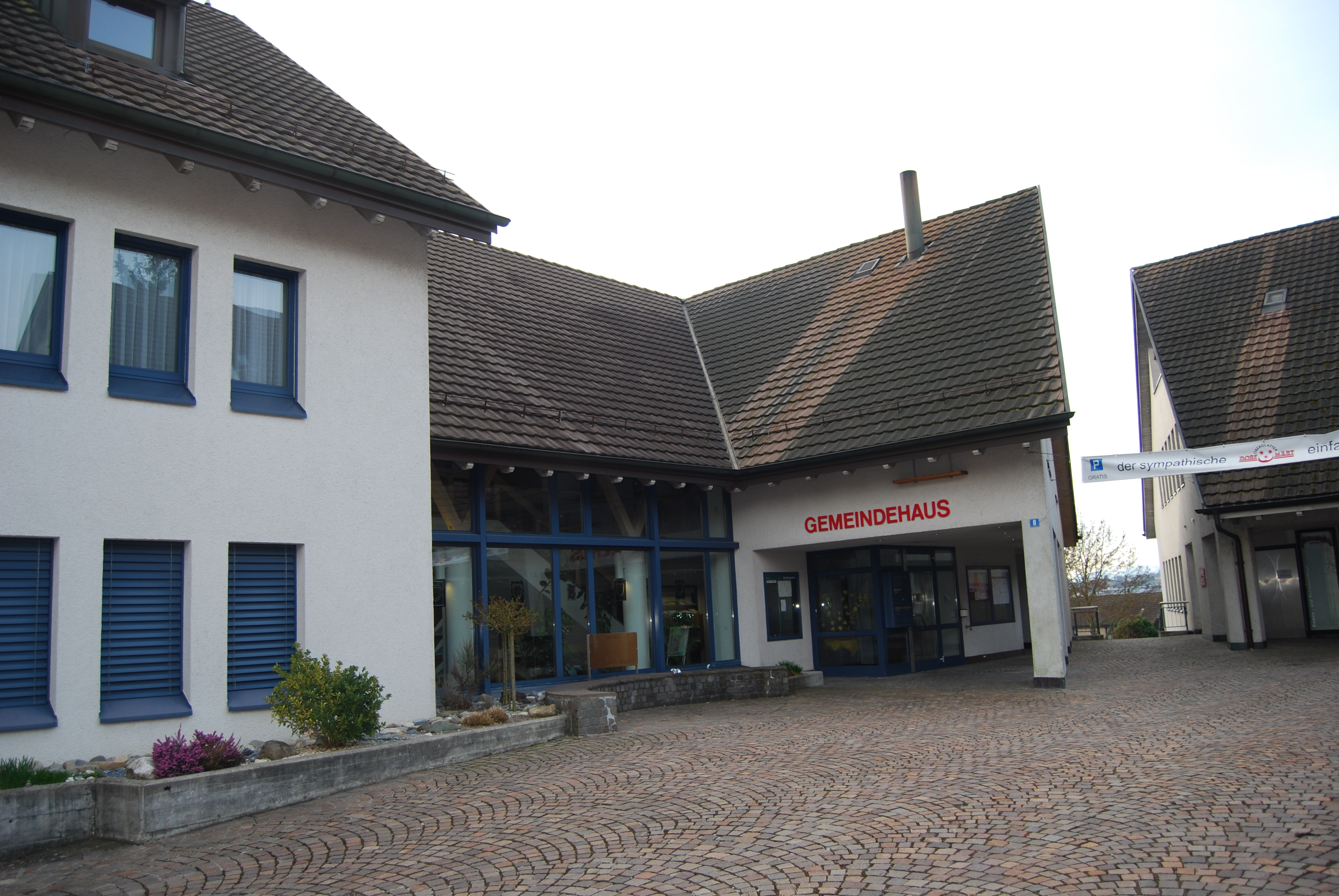
Gemeindehaus Oberglatt

## Persönlichkeiten
- Fredy Lienhard (1927–2012), Kabarettist und Schauspieler.